# Aipotropis atopus
Aipotropis atopus är en mångfotingart som beskrevs av Chamberlin 1920. Aipotropis atopus ingår i släktet Aipotropis, ordningen banddubbelfotingar, klassen dubbelfotingar, fylumet leddjur och riket djur. Inga underarter finns listade i Catalogue of Life.